# قرية (الولايات المتحدة الأمريكية)
يختلف تعريف القرية في الولايات المتحدة الأمريكية بأختلاف المنطقة الجغرافية والولاية القضائية، ويعتبر مصطلح قرية في العديد من المناطق مصطلح غير رسمى لنوع من التقسيمات الأدارية للحكومة المحلية. حيث جعل التعديل العاشر لدستور الولايات المتحدة الأمريكية الحكومات المحلية في الجزء الأكبر من أختصاص الولاية لا الحكومة الفيدرالية. مما يعطى الحرية للولايات أن يكون أو لايكون لها تقسيمات سياسية بمسمى قرية, وأيضا لتعريف المصطلح بطرق مختلفة. بشكل عام القرية هي نوع من البلدية أو منطقة لأغراض خاصة أو مجتمعات فردية أو قد تكون أو لاتكون معترف بها لأغراض حكومية

## الاستخدام غير الرسمى
في الأستخدام غير الرسمى تكون القرية في الولايات المتحدة الأمريكية مستوطنات بشرية صغيرة نسبيا دون وجود قانونى رسمى.
في مستعمرات نيو إنجلاند تتشكل القرية حول منازل التجمع التي عادة توجد في وسط كل مدينة. ولايزال العديد من هذه المستعمرات يوجد كمراكز للمدن. ومع ظهور الثورة الصناعية تكونات القرى الصناعية حول الطواحين المائية والمناجم والمصانع. ولأن الكثير من هذه القرى أنشأت داخل حدود قانونية لمدن منشأه، لذلك لم يدرج الكثير منهم كبلديات منفصلة.

## الأستخدام الرسمى
تختلف الولايات التي تعترف رسميا بالقرى كتقسيم سياسي في تعريف القرية أما كمنطقة خاصة أو بلدية، ويمكن تعريف القرية كبلدية من حيث
1. أختلافها عن المدينة أو البلدة من حيث عدد السكان.
2. أختلافها عن المدينة من حيث أعتمادها عل البلدة;أو
3. معادلة فعليا لمدينة أو بلدة